# Обратный клапан
Обратный клапан — вид защитной трубопроводной арматуры, предназначенной для
недопущения изменения направления потока среды в технологической системе. Обратные клапаны пропускают среду в одном направлении и предотвращают её движение в противоположном, действуя при этом автоматически и являясь арматурой прямого действия (наряду с предохранительными клапанами и регуляторами давления прямого действия). С помощью данной арматуры возможно защитить различное оборудование, трубопроводы, насосы и сосуды под давлением, увеличить срок службы оборудования, а также существенно ограничить утечку рабочей среды из системы при разрушении её участка.
Применяются обратные клапаны с различными запорно-регулирующими элементами, например, в виде шарика или конуса. Обычный гидравлический обратный клапан состоит из корпуса, шарика и пружины 2. При движении жидкости в прямом направлении запорно-регулирующий элемент отжимается от седла и поток с минимальными потерями проходит через рабочее окно клапана. При обратном направлении потока жидкость прижимает запорно-регулирующий элемент к седлу. Движение жидкости в этом направлении прекращается. Пружины предназначены лишь для преодоления сил трения при посадке запорного элемента на седло. Так как пружины приводят к увеличению перепада давления на клапане при прохождении потока в прямом направлении, а допустимая величина перепада давления на обратных клапанах составляет 0,01…0,03 МПа, то жесткость пружин обычно выбирают минимальной. Обратные клапаны изготавливаются как отдельно, так и встроенными в узлы и агрегаты. На корпуса обратных клапанов наносят стрелку, указывающую направление движения рабочей жидкости через клапан.
Важность функции этих устройств заключается в том, что они выполняют свою задачу как в режиме нормальной эксплуатации, например в случае объединения напорных линий нескольких насосов в одну, на каждой из них устанавливается один или несколько обратных клапанов для защиты от давления работающего насоса остальных, так и в аварийных ситуациях, например при аварийном падении давления на одном из участков трубопровода, на смежных давление сохраняется, что может привести к образованию обратного тока среды, недопустимого для нормальной работы системы и опасного для её оборудования.
Обратные клапаны используются:
- в гидроприводах с замкнутой циркуляцией рабочей жидкости как подпиточные клапаны;
- в гидроприводах, состоящих из нескольких насосов, для исключения взаимного влияния при их одновременной работе;
- в блоках фильтрации, устанавливаемых в реверсивных гидролиниях, для обеспечения движения жидкости через фильтр только в одном направлении;
- в гидролиниях, где требуется однонаправленное движение жидкости.[2]

Основными видами обратных клапанов являются собственно обратные клапаны и обратные затворы, главное их различие — в конструкции затвора (элемента, который перекрывает поток среды, садясь в седло), у первых он выполняется в виде золотника, у вторых — в виде круглого диска, который часто именуют захлопка.
Обратные клапаны как правило устанавливаются на горизонтальных участках трубопроводов, а затворы — как на горизонтальных, так и на вертикальных участках. По направлению потока рабочей среды клапаны обратные в основном выполняются проходными (направление потока в них не изменяется), но встречаются и угловые (направление потока меняется на 90°), а затворы обратные — только проходными.

## Принцип действия
При отсутствии потока среды через арматуру золотник в обратном клапане или захлопка в обратном затворе под действием собственного веса или дополнительных устройств (например пружины) находятся в положении «закрыто», то есть затвор находится в седле корпуса. При возникновении потока затвор под действием его энергии открывает проход через седло. Ясно, что для того, чтобы поток среды изменил своё направление на противоположное он должен остановиться. В этот момент скорость потока становится нулевой, затвор возвращается в исходное закрытое положение, а давление с обратной стороны прижимает золотник или захлопку, препятствуя возникновению обратного потока среды. Таким образом, срабатывание обратной арматуры происходит под действием самой среды и является полностью автоматическим.

## Конструктивные типы

### Обратный клапан
Обратные клапаны до 1982 года в СССР назывались подъёмными клапанами, затвором в них служит золотник, который перемещается возвратно-поступательно по направлению потока среды через седло.
По конструкции и технологии изготовления обратные клапаны проще, чем клапаны других типов, при этом позволяют обеспечить надёжную герметичность, но такие устройства более чувствительны к загрязнённым средам, при воздействии которых возможно заедание клапана.
В обратных клапанах ось прохода в седле корпуса и, соответственно, ось подъёма золотника расположены, как правило, перпендикулярно оси трубопровода. Корпус обратного клапана практически аналогичен корпусу запорного клапана, но крышки и золотники обратных и запорных клапанов существенно различаются. Золотник обратного клапана имеет хвостовик, который перемещается по направляющей в крышке клапана. Чаще всего посадка золотника на седло происходит под действием собственного веса, что требует установки обратных клапанов только на горизонтальных участках трубопроводов. Чтобы обеспечить посадку золотника на седло при установке клапана на вертикальных или наклонных участках, используют пружину в качестве дополнительного прижимного элемента.
Имеются конструкции обратных клапанов специально для вертикальных трубопроводов, например:

#### Шаровые обратные клапаны
Затвором в них служит шаровой элемент, а прижимным элементом — пружина. Такие обратные клапаны обычно применяются на малых диаметрах трубопроводов, в основном в сантехнике.

#### Приёмные обратные клапаны
Такие устройства устанавливаются на конце вертикального всасывающего трубопровода перед насосом. Они имеют сетку, предохраняющую насос от попадания в него со средой твёрдых частиц или посторонних предметов. Такие клапаны изготовляются с диаметрами до 200 мм. На рисунке слева изображена приёмная сетка таких устройств.

### Обратный затвор
Ранее эти устройства назывались поворотными обратными клапанами. В отличие от большинства видов обратных клапанов, в обратных затворах ось седла совпадает с направлением потока среды через затвор. Седло при отсутствии потока через него перекрывается захлопкой (на рис. справа выделена красным цветом, на рис. слева вид на захлопку изнутри), которая закреплена на оси, расположенной выше оси прохода. Под действием среды захлопка поворачивается на некоторый угол, открывая ей проход, при остановке потока захлопка под собственным весом падает на седло. В затворах с большими диаметрами при этом происходит удар захлопки о седло, что со временем может привести к выходу затвора из строя и появляется возможность гидравлического удара в системе при срабатывании устройства. В связи с этим обратные затворы делятся на:

#### Простые
Затворы с диаметрами до 400 мм, в которых ударные явления не оказывают серьёзного влияния на работу затвора и систему, в которой он установлен.

#### Безударные
Затворы со специальными устройствами, которые делают посадку захлопки на седло более плавной и мягкой. В качестве таких устройств применяются гидравлические демпферы и грузы, устанавливаемые на захлопку непосредственно, или с помощью рычага. Существенный минус безударных конструкций заключается в невозможности их установки на любых участках трубопровода, кроме горизонтальных.
В целом обратные затворы имеют ряд преимуществ перед обратными клапанами, среди которых меньшая чувствительность к загрязнённым средам и возможность обеспечения работоспособности затворов для весьма больших диаметров трубопроводов, например таких как гигантский обратный затвор на рисунке, использующийся NASA в воздушных системах.

### Межфланцевые обратные клапаны
Более компактные технические решения для уменьшения строительной длины и затрат на монтаж используются в межфланцевых пружинных дисковых и двустворчатых обратных клапанах. Основное их отличие от стандартных обратных клапанов (затворов) — отсутствие фланцев для соединения с трубопроводами. То есть конструктивные особенности клапана позволяют обойтись без увеличивающих размеры и массу оборудования ответных фланцев. При этом вес межфланцевого обратного клапана может быть в 5 раз меньше, а строительная длина — может в 6-8 раз меньше чем у аналогичных конструкций с использованием обычных обратных клапанов или затворов.
Клапаны, имеющие рабочие элементы по размерам движущегося потока, монтируются во фланцевых разрывах трубопроводов с использованием соответствующих для перекачиваемого материала прокладок. Принципиальным также является возможность установки подобных клапанов не только на горизонтальных, но и вертикальных участках трубопроводов. Межфланцевые пружинные дисковые обратные клапаны могут оснащаться специальными резьбовыми отверстиями для снятия статического заряда. Подобная модификация востребована на взрывоопасных химических производствах.

#### Межфланцевые пружинные дисковые обратные клапаны
Принцип действия межфланцевых пружинных дисковых обратных клапанов аналогичен принципу действия шаровых обратных клапанов. Но за счет использования в качестве затвора диска (пластины) вместо шара достигаются преимущества в весе и строительной длине конструкции. По этой же причине диапазон размеров межфланцевых пружинных дисковых обратных клапанов больше и составляет 15÷200 мм.
Межфланцевые пружинные дисковые обратные клапаны могут устанавливаться и в стандартном горизонтальном исполнении, а также — вертикально.

#### Межфланцевые двухстворчатые обратные клапаны
Диапазон размеров межфланцевых двустворчатых обратных клапанов ещё шире, чем у межфланцевых пружинных дисковых обратных клапанов — от 50 до 700 мм. В сложных и больших системах при остановках насосов или в результате каких-либо аварийных ситуаций могут возникать гидроудары, которые могут нанести существенный ущерб всей системе. В таких случаях рекомендуется использовать клапаны с амортизаторами для демпфирования гидроударов. Актуально также исполнение клапанов со специальной антикоррозионной футеровкой:
- исполнение с пластиковой футеровкой: для питьевой воды и морской воды
- исполнение с резиновой футеровкой: для морской воды, канализации, судостроения

### Другие конструкции
Во всех описанных выше случаях обратная арматура пропускает среду в одном направлении и предотвращает её движение в противоположном, действуя при этом автоматически и являясь арматурой прямого действия, но существуют также конструкции, в которых совмещены функции обратной и запорной арматуры.
Невозвратно-запорные — это обратные клапаны и затворы, которые возможно принудительно закрыть при помощи ручного или механического устройства (пневмо-, гидро- или электропривода).
В невозвратно-управляемых возможно не только принудительное закрытие, но и открытие затвора.

## Материалы
Корпусные детали обратных клапанов изготавливаются из:
- латуни;
- бронзы;
- титана;
- высокотемпературной ферритной стали;
- неметаллических материалов;
- чугунов;
- сталей (в том числе аустенитных, легированных и нержавеющих)[3][4].
- коррозионноустойчивых и жаропрочных сплавов Хастеллой и т. п.

Необходимая герметичность затвора на седле обратного клапана обеспечивается специальными уплотнительными поверхностями, которые изготавливаются из:
- - резины;
  - пластмассы;
  - без колец;
  - с наплавкой из коррозионостойкой стали или твёрдого сплава.